# Tazena
Tazena ( também chamado Ousas  e Sezana ) foi um governante do Reino de Axum, que reinou sete anos de 486 a 493. 

## Reinado
Pouco se sabe de sua história, o pouco que sabemos chegou ao nosso conhecimento das moedas cunhadas durante o seu reinado. Existe a possibilidade de Tazena ser irmão de Ebana e de Nezana (Nezool),  e que os três eram filhos de Ela Amida.   Segundo a tradição etíope Tazena foi pai de Kaleb (São Elesbão) 